# Плавання на літніх Олімпійських іграх 2012 — естафета 4x100 метрів вільним стилем (жінки)
Змагання з плавання в естафеті 4x100 метрів вільним стилем серед жінок на Олімпіаді 2012 року відбулись 28 липня в Центрі водних видів спорту в Лондоні.

## Рекорди
Станом на 28 липня 2012 світовий і олімпійський рекорди були такими:
| Світовий рекорд     | Нідерланди (NED) Інге Деккер (53.61) Раномі Кромовідьойо (52.30) Фемке Гемскерк (53.03) Марлен Велдгойс (52.78) | 3:31.72 | Рим, Італія  | 26 липня 2009  | [ 2 ] [ 3 ] |
| Олімпійський рекорд | Нідерланди (NED) Інге Деккер (54.37) Раномі Кромовідьойо (53.39) Фемке Гемскерк (53.42) Марлен Велдгойс (52.58) | 3:33.76 | Пекін, Китай | 10 серпня 2008 | [ 4 ]       |

Під час змагань встановлено такі рекорди:
| Дата     | Дисципліна | Ім'я                                                                                         | Країна          | Час     | Рекорд |
| -------- | ---------- | -------------------------------------------------------------------------------------------- | --------------- | ------- | ------ |
| 28 липня | Фінал      | Алісія Кауттс (53.90) Кейт Кемпбелл (53.19) Бріттані Елмслі (53.41) Мелані Скленджер (52.65) | Австралія (AUS) | 3:33.15 | OR     |

## Результати

### Попередні запливи
| Місце | Заплив | Доріжка | Країна                | Плавчині                                                                                              | Час     | Примітки |
| ----- | ------ | ------- | --------------------- | --- | ------- | -------- |
| 1     | 2      | 3       | Австралія (AUS)       | Емілі Сібом (54.24) Бріттані Елмслі (53.41) Йолан Кукла (54.61) Ліббі Тріккетт (54.08)                | 3:36.34 | Q        |
| 2     | 1      | 4       | США (USA)             | Лія Ніл (54.15) Аманда Вейр (54.37) Наталі Кафлін (53.93) Еллісон Шмітт (54.08)                       | 3:36.53 | Q        |
| 3     | 2      | 4       | Нідерланди (NED)      | Марлен Велдгойс (54.73) Інге Деккер (53.79) Гінкелін Схредер (55.62) Фемке Гемскерк (53.59)           | 3:37.76 | Q        |
| 4     | 1      | 6       | Китай (CHN)           | Тан І (53.86) Цю Юйхань (54.85) Ван Хайбін (54.14) Ван Шицзя (55.06)                                  | 3:37.91 | Q        |
| 5     | 1      | 5       | Японія (JPN)          | Харука Уеда (54.22) Яйой Мацумото (54.23) Міккі Утіда (54.47) Ханае Іто (55.14)                       | 3:38.06 | Q, NR    |
| 6     | 2      | 2       | Данія (DEN)           | Пернілла Блуме (54.44) Міе Нільсен (54.49) Лотте Фрійс (55.97) Джанетт Оттесен (53.19)                | 3:38.09 | Q, NR    |
| 7     | 1      | 2       | Велика Британія (GBR) | Емі Сміт (54.29) Джесс Ллойд (54.53) Кейтлін Макклетчі (54.64) Ребекка Тернер (54.75)                 | 3:38.21 | Q        |
| 7     | 1      | 3       | Швеція (SWE)          | Сара Шестрем (54.31) Мішель Колеман (54.14) Іда Марко-Варга (54.57) Габріелла Фагундес (55.19)        | 3:38.21 | Q        |
| 9     | 2      | 5       | Німеччина (GER)       | Брітта Штеффен (54.43) Зільке Ліппок (55.30) Ліза Фіттінг (54.77) Даніела Шрайбер (54.66)             | 3:39.16 |          |
| 10    | 1      | 7       | Росія (RUS)           | Вероніка Попова (54.30) Наталія Ловцова (55.00) Вікторія Андреєва (55.27) Маргарита Нестерова (55.02) | 3:39.59 |          |
| 11    | 2      | 6       | Канада (CAN)          | Вікторія Пун (54.67) Джулія Вілкінсон (54.38) Саманта Чевертон (54.93) Гітер Маклін (55.62)           | 3:39.60 |          |
| 12    | 2      | 7       | Італія (ITA)          | Аліса Міццау (55.17) Федеріка Пеллегріні (54.28) Лаура Летрарі (55.74) Еріка Ферраіолі (54.55)        | 3:39.74 | NR       |
| 13    | 1      | 8       | Білорусь (BLR)        | Олександра Герасименя (53.85) Світлана Хохлова (54.96) Оксана Жямідова (55.94) Юлія Хитра (55.92)     | 3:40.67 | NR       |
| 14    | 2      | 1       | Нова Зеландія (NZL)   | Наташа Гінд (55.93) Пенелопа-Мей Маршалл (55.82) Амака Гесслер (55.77) Гейлі Палмер (55.03)           | 3:42.55 |          |
| 15    | 1      | 1       | Угорщина (HUN)        | Агнеш Мутіна (56.05) Евелін Варрасто (55.80) Ева Рістов (57.81) Естер Дара (55.13)                    | 3:44.79 |          |
| 16    | 2      | 8       | Греція (GRE)          | Теодора Драку (55.42) Нері Нянгкуара (55.52) Теодора Гіарені (57.26) Крістель Вурна (57.35)           | 3:45.55 |          |

### Фінал
| Місце | Доріжка | Країна                | Плавчині                                                                                       | Час     | Відставання | Примітки |
| ----- | ------- | --------------------- | ---------------------------------------------------------------------------------------------- | ------- | ----------- | -------- |
| 1     | 4       | Австралія (AUS)       | Алісія Кауттс (53.90) Кейт Кемпбелл (53.19) Бріттані Елмслі (53.41) Мелані Скленджер (52.65)   | 3:33.15 |             | OR       |
| 2     | 3       | Нідерланди (NED)      | Інге Деккер (54.67) Марлен Велдгойс (53.80) Фемке Гемскерк (53.39) Раномі Кромовідьойо (51.93) | 3:33.79 | 0.64        |          |
| 3     | 5       | США (USA)             | Міссі Франклін (53.52) Джессіка Гарді (53.53) Лія Ніл (53.65) Еллісон Шмітт (53.54)            | 3:34.24 | 1.09        | AM, NR   |
| 4     | 6       | Китай (CHN)           | Тан І (53.58) Цю Юйхань (54.49) Ван Хайбін (54.03) Пан Цзяїн (54.65)                           | 3:36.75 | 3.60        |          |
| 5     | 8       | Велика Британія (GBR) | Емі Сміт (54.27) Франческа Холсолл (53.29) Джесс Ллойд (54.65) Кейтлін Макклетчі (54.81)       | 3:37.02 | 3.87        |          |
| 6     | 7       | Данія (DEN)           | Пернілла Блуме (54.52) Міе Нільсен (54.04) Лотте Фрійс (55.65) Джанетт Оттесен (53.24)         | 3:37.45 | 4.30        | NR       |
| 7     | 2       | Японія (JPN)          | Харука Уеда (54.34) Яйой Мацумото (54.52) Міккі Утіда (54.43) Ханае Іто (54.67)                | 3:37.96 | 4.81        | NR       |
| 08    | 1       | Швеція (SWE)          | Мішель Колеман (54.57) Сара Шестрем (53.91) Іда Марко-Варга (55.01) Габріелла Фагундес         | DSQ     | 9.99        |          |